# Великий, Александр Семёнович
Александр Семёнович Великий (3 мая (20 апреля) 1913 — 21 апреля 1970) — российский учёный-геолог, кандидат геолого-минералогических наук.

## Биография
Родился в с. Колышкино, Новоузенского уезда, Саратовской губернии, .
После окончания Ленинградского университета (1937) работал геологом в Арктическом НИИ, участвовал в двухгодичной зимовочной экспедиции.
В 1940—1946 служил в РККА, гвардии майор интендантской службы. Участник Великой Отечественной войны, награждён медалью «За боевые заслуги» (29.08.1943), орденом Отечественной войны II степени (13.07.1944), орденом Красной Звезды (25.04.1945).
С 1946 по 1961 г. на преподавательской работе в Ленинградском государственном университете — ассистент и доцент кафедры полезных ископаемых, заместитель декана геологического факультета.
Участвовал в работах Центральной Казахской экспедиции.
С 1961 заведующий сектором гидротермальных месторождений Института минералогии, геохимии и кристаллохимии редких элементов (ИМГРЭ).
Автор многих публикаций, в том числе учебников («Структуры рудных полей» и др.). Один из соавторов 3-томного труда по РЭ.
Лауреат Государственной премии СССР.
В честь ученого назван минерал великит (Velikite, Cu2HgSnS4).